# Роданистоводородная кислота
Рода́нистоводоро́дная кислота́ (ти́оциа́новая кислота́, рода́нистый водоро́д, химическая формула — HNCS) — сильная неорганическая кислота. 
При стандартных условиях тиоциановая кислота — это желтоватая, маслянистая, резко пахнущая жидкость.
Соли тиоциановой кислоты называются тиоцианатами. Органические простые эфиры тиоциановой кислоты называются органическими тиоцианатами.

## Строение
Ранее была распространена точка зрения, что тиоциановая кислота представляет собой смесь двух таутомеров — тиоциановой и изотиоциановой кислоты:
{\displaystyle {\mathsf {H{-}S{-}C\equiv N\rightleftarrows H{-}N{=}C{\text{=}}S}}},
но в дальнейшем выяснилось, что кислота имеет строение HNCS. Тиоцианаты щелочных металлов и аммония имеют формулу M+NCS−, для других тиоцианатов возможна формула M(SCN)x.

## Нахождение в природе
В свободном виде HNCS содержится в соке лука репчатого Allium coepa и в корнях некоторых других растений, сравнительно малотоксична. В слюне человека содержится около 0,01% тиоцианат-иона SCN−. Также SCN− был обнаружен в крови и желудочном соке. 

## Физические свойства
Роданистоводородная кислота устойчива только при низких температурах (около −90 °C) или в разбавленных водных растворах (менее чем в 5%-ных), однако она более устойчива, чем циановая кислота HOCN. Является сильной кислотой — её растворы почти полностью диссоциированы, константа диссоциации 0,85 (при 18 °C). Хорошо растворяется в воде и ряде органических растворителей (этанол, диэтиловый эфир, бензол).
В молекуле длина связи H—N составляет 98,87 пм, N—C 211,64 пм, C—S 156,05 пм. Участок NCS линеен, связь H—N расположена под углом 134,98°. 
При стандартных условиях: теплоёмкость C0
p = 48,16 Дж/(моль·К), энтальпия образования ΔH0
обр = 104,6 кДж/моль, энтропия S0
298 = 247,36 Дж/(моль·К).
При низких температурах представляет собой бесцветную кристаллическую массу. Плавится при −110 °C, при дальнейшем нагревании в интервале от −90 °C до −85 °C вновь затвердевает, образуя тример — родануровую кислоту (HNCS)3, окрашенную в жёлтый цвет. При нагревании выше 0°C полимеризация идёт дальше с образованием смеси красных и тёмно-бурых твёрдых полимеров. Плотность = 2,04 г/см3.

## Химические свойства
1) Водные растворы устойчивы до 5 % концентрации, в более концентрированных растворах на холоде разлагается, переходя в синильную кислоту (HCN) и т. н. ксантановый водород (3-мино-5-тион-1,2,4-дитиоазолидон) либо в NH3 + COS.
2) Серная кислота при нагревании в водном растворе тиоциановой кислоты может разлагать её вплоть до свободной серы.
3) Реагирует с щелочными металлами.
4) Тиоциановая кислота восстанавливается цинком в соляной кислоте до метиламина и 1,3,5-тритиана (тример тиоформальдегида):
{\displaystyle {\mathsf {9Zn+21HCl+4HNCS\longrightarrow (CH_{2}S)_{3}+CH_{3}NH_{2}+9ZnCl_{2}+3NH_{4}Cl+H_{2}S}}}

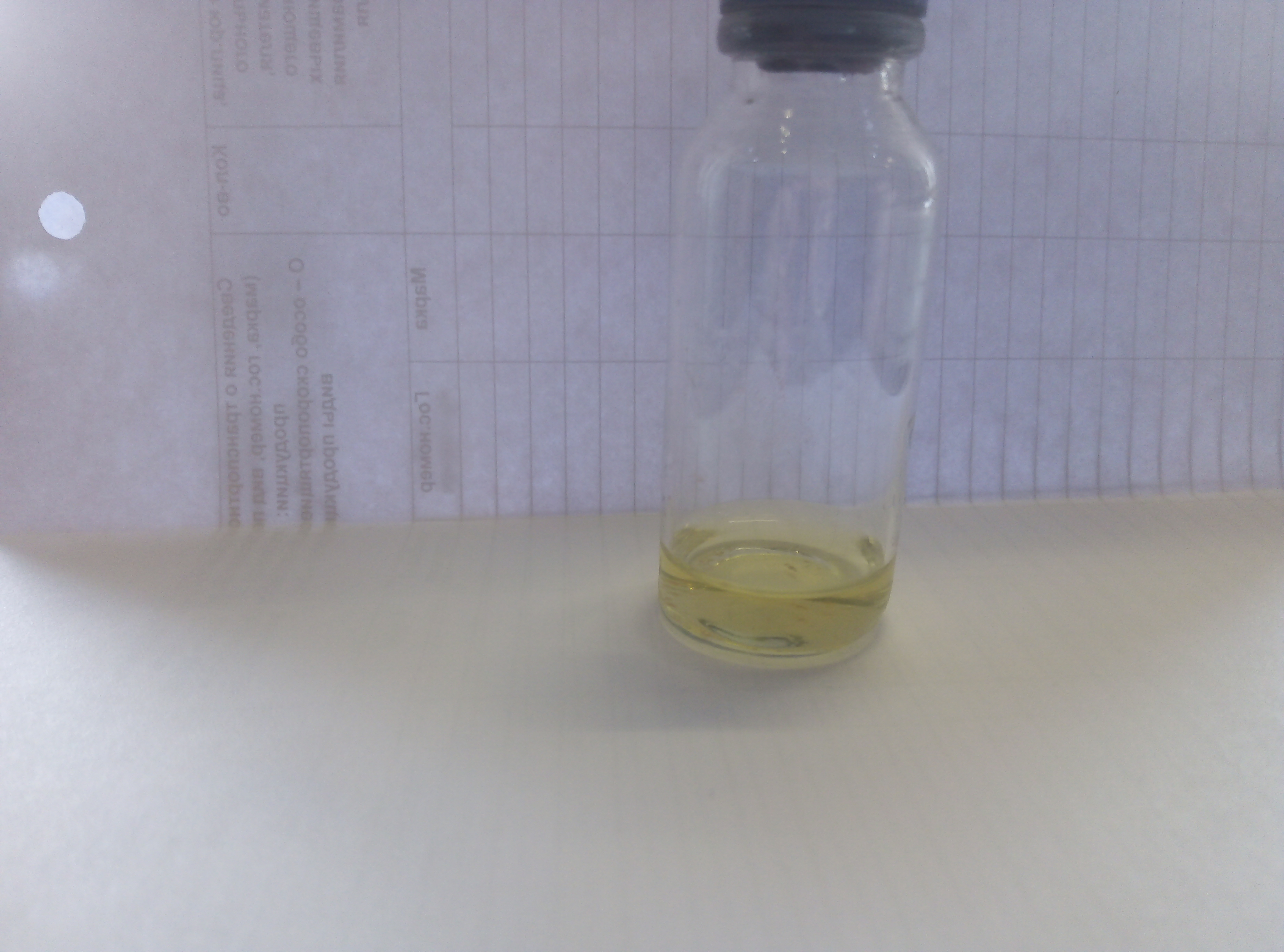
Роданистоводородная кислота

5) Действие концентрированной серной кислоты на роданиды приводит к образованию карбонилсульфида:
{\displaystyle {\mathsf {KSCN+2H_{2}SO_{4}+H_{2}O\longrightarrow COS\uparrow +KHSO_{4}+NH_{4}HSO_{4}}}}
6) Нагревание твердых роданидов приводит к их разложению, с выделением дициана:
{\displaystyle {\mathsf {2KSCN\rightarrow K_{2}S+(CN)_{2}\uparrow +S}}}
7) Окисляется перманганатом калия до серной кислоты:
{\displaystyle {\mathsf {2HNCS+2KMnO_{4}\rightarrow H_{2}SO_{4}+2MnO_{2}\downarrow +2KCNO+S\downarrow }}}
{\displaystyle {\mathsf {2HNCS+2KMnO_{4}\rightarrow H_{2}SO_{4}+2MnO_{2}\downarrow +2KCN+SO_{2}\uparrow }}}
Окисление пероксидом водорода приводит к образованию синильной кислоты:
{\displaystyle {\mathsf {3H_{2}O_{2}+SCN^{-}\rightarrow HSO_{4}^{-}+HCN\uparrow +2H_{2}O}}}
Окисление бромом приводит к образованию цианида брома:
{\displaystyle {\mathsf {2HSCN+Br_{2}\rightarrow 2BrCN+H_{2}S_{2}\uparrow }}}
8) Медленное мягкое окисление приводит к образованию крайне неустойчивого тиоциана (родана (SCN)2), обладающему свойствами псевдогалогенов. Сероводородом разлагается до сероуглерода и аммиака: 
{\displaystyle {\mathsf {H_{2}S+HNCS\rightarrow CS_{2}\uparrow +NH_{3}\uparrow }}}
Присоединяется к ненасыщенным соединениям. Образуются как тиоцианаты (—SCN), так и изотиоцианаты (—NCS). Например, соли щелочных металлов и аммония являются изотиоцианатами. Органические изотиоцианаты называются горчичными маслами, они образуются из эфиров-тиоцианатов при нагревании.
Образование кроваво-красных комплексов тиоцианат-иона с ионом Fe3+ является одной из качественных реакций на железо.

## Получение
Раствор тиоциановой кислоты получают действием разбавленной серной кислоты на водный раствор роданида калия. Безводную тиоциановую кислоту получают перегонкой в вакууме роданида калия с гидросульфатом калия в токе водорода, причём конденсация должна выполняться при −100 °C.

## Применение
Практическое применение находят только соли роданистоводородной кислоты, а также её сложные эфиры, используемые как инсектициды и фунгициды.